# 朱芸編
朱芸編（英語：Wan Pin Chu，1990年10月18日—），香港音樂人、二胡演奏家及電影配樂家。

## 簡介
朱芸編出生於香港，父親是香港中國音樂家協會主席、二胡演奏家朱道忠，七歲開始學習二胡、高胡和板胡，十一歲時連奪香港校際音樂節二胡深造組、高胡深造組和板胡深造組三項冠軍，在英國威爾斯靈閣嶺國際音樂賽（Llangollen International Musical Eisteddfod）獲民族音樂組總冠軍。在拔萃男書院完成中學課程後，2010年，入讀英國倫敦大學國王學院，主修西方音樂學和作曲，並同時在英國皇家音樂學院修讀小提琴。2012年底，獲美國公開音樂賽（United States Open Music Competition）全場總冠軍。2013年，於英國皇家音樂學院修讀電影音樂和音樂製作碩士學位，並作爲交換生赴日本京都市立藝術大學研習傳統樂器尺八。2015年10月，曾獲邀在中國國家主席習近平訪問英國時於白金漢宮内表演。畢業後參與多套電影與紀錄片二胡配樂錄製。
2017年，在泰迪羅賓邀請下返回香港發展，加入電影配樂行業，首部擔任電影配樂的作品為郭子健導演的電影《悟空傳》，代表作品有《哪吒之魔童降世》《哪吒之魔童鬧海》《白日之下》《破·地獄》等。2025年，憑《破·地獄》獲得第18屆亞洲電影大獎最佳原創音樂獎項及第43屆香港電影金像獎最佳原創電影音樂。

## 個人生活
2025年，其在第18屆亞洲電影大獎獲獎時公開了與香港女團COLLAR成員Winka（陳泳伽）的戀情。

## 音樂作品

### 電影配樂
- 2017年：《悟空傳》
- 2019年：《哪吒之魔童降世》
- 2019年：《诛仙 I》
- 2021年：《古董局中局》
- 2023年：《白日之下》
- 2024年：《破·地獄》
- 2025年：《哪吒之魔童鬧海》

### 電視劇配樂
- 2022年：ViuTV《IT狗》

### 作曲
- 2023年：古巨基《修歌》（為第41屆香港電影金像獎終身成就獎得主胡楓創作之引言主題曲；兼任監製）
- 2023年：黃妍《日光漂白》（兼任編曲、監製）

## 獎項及提名

### 香港電影金像獎
| 年份   | 頒獎典禮             | 獎項             | 作品                                        | 結果 |
| 2024年 | 第42屆香港電影金像獎 | 最佳原創電影音樂 | 《白日之下》                                | 提名 |
| 2024年 | 第42屆香港電影金像獎 | 最佳原創電影歌曲 | 黃妍《日光漂白》 （電影《白日之下》主題曲） | 提名 |
| 2025年 | 第43屆香港電影金像獎 | 最佳原創電影音樂 | 《破·地獄》                                 | 獲獎 |

### 亞洲電影大獎
| 年份   | 頒獎典禮           | 獎項         | 作品        | 結果 |
| 2025年 | 第18屆亞洲電影大獎 | 最佳原創音樂 | 《破·地獄》 | 獲獎 |

## 外部連結
- 朱芸編的個人網站 （页面存档备份，存于）
- 朱芸編的Facebook專頁